# Róża Kozłowska

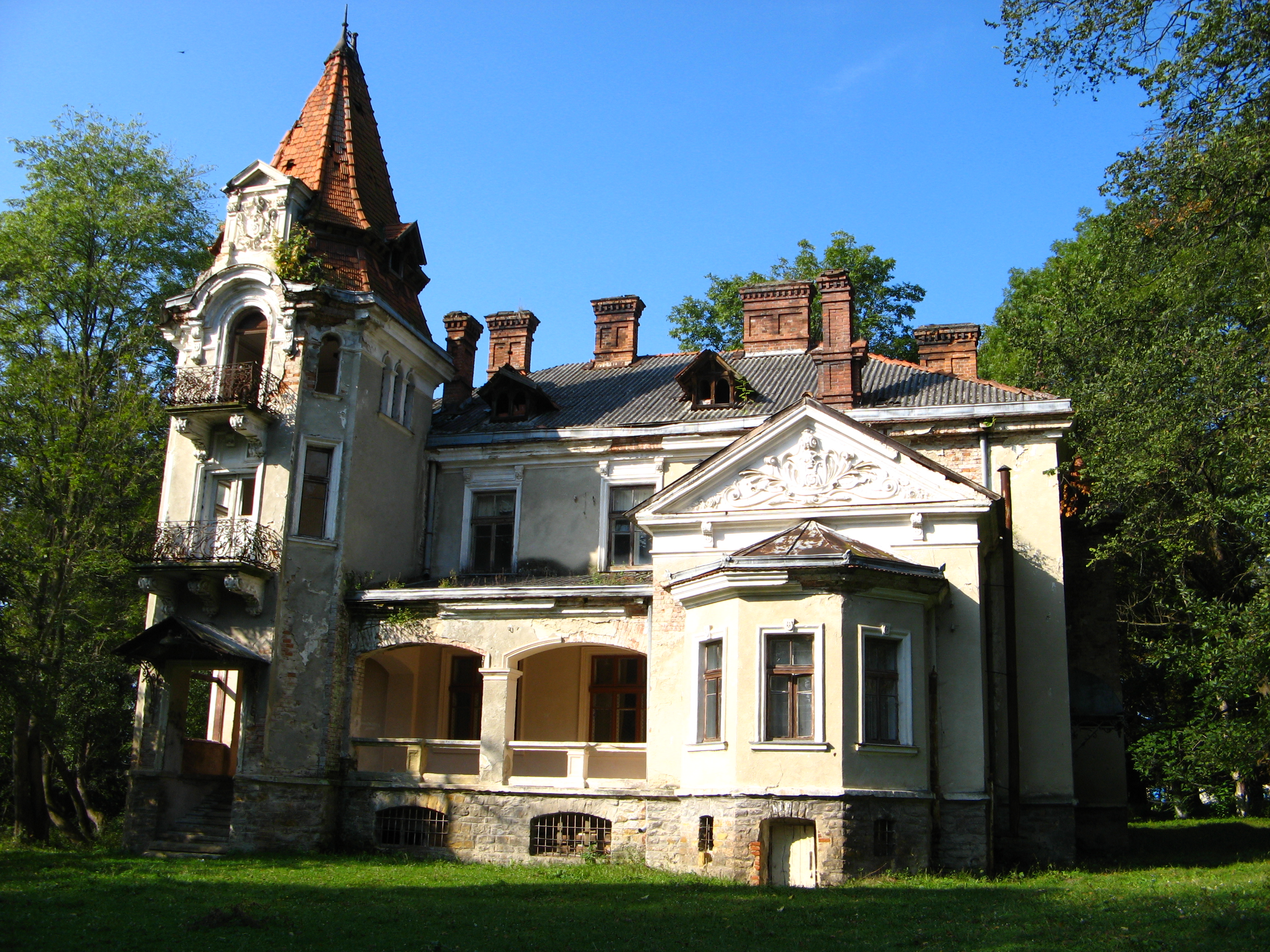
Pałac w byłych Zabłotcach

Róża Kozłowska z domu Kraińska herbu Jelita (zm. 29 maja 1876 w Rożubowicach) – polska właścicielka ziemska.

## Życiorys
Była córką Mateusza Kraińskiego herbu Jelita (1763-1813, dziedzic Hermanowic i Małkowic) i Teresy z domu Wisłockiej. Jej rodzeństwem byli: siostry Eufemia (żona Marcina Smarzewskiego i matka Seweryna Smarzewskiego), Zofia (żona Stanisława Konopki), Justyna (żona hr. Ignacego Humnickiego), Gabriela (żona Feliksa Załęskiego), Aniela (żona Antoniego Jaruntowskiego), Karolina (żona Jana Jaruntowskiego) oraz bracia Eustachy Walenty Maurycy (1804-1885), Feliks Walenty Eugeniusz, Wojciech Jerzy Władysław.
W 1822 w Hermanowicach wyszła za mąż za Anastazego Kozłowskiego herbu Jastrzębiec (był to jego drugi ślub). Ich dziećmi byli: Bronisława (ur. 1825, żona barona Seweryna Doliniańskiego), Włodzimierz (oficer wojsk austriackich do 1846, w 1848 walczył na Węgrzech, osiadł w Turcji, gdzie zmarł w 1858) i Zygmunt (1831-1893, ziemianin, poseł).
Od około 1847 do końca życia była właścicielką Zabłociec. Zmarła 29 maja 1876 w Rożubowicach.